# Роукса
Роукса — река в России, протекает по территории Терского района Мурманской области. Берёт своё начал из одноимённого озера Роукса, впадает в озеро Индель. Длина реки — 43 км, площадь её водосборного бассейна — 276 км².
- В 17 км от устья, по правому берегу реки впадает река Кусьйок.

## Данные водного реестра
По данным государственного водного реестра России относится к Баренцево-Беломорскому бассейновому округу, водохозяйственный участок реки — реки бассейна Белого моря от западной границы бассейна реки Иоканга (мыс Святой Нос) до восточной границы бассейна реки Нива, без реки Поной, речной подбассейн реки — подбассейн отсутствует. Речной бассейн реки — бассейны рек Кольского полуострова и Карелии, впадает в Белое море.